# Ignacio Suárez Llanos

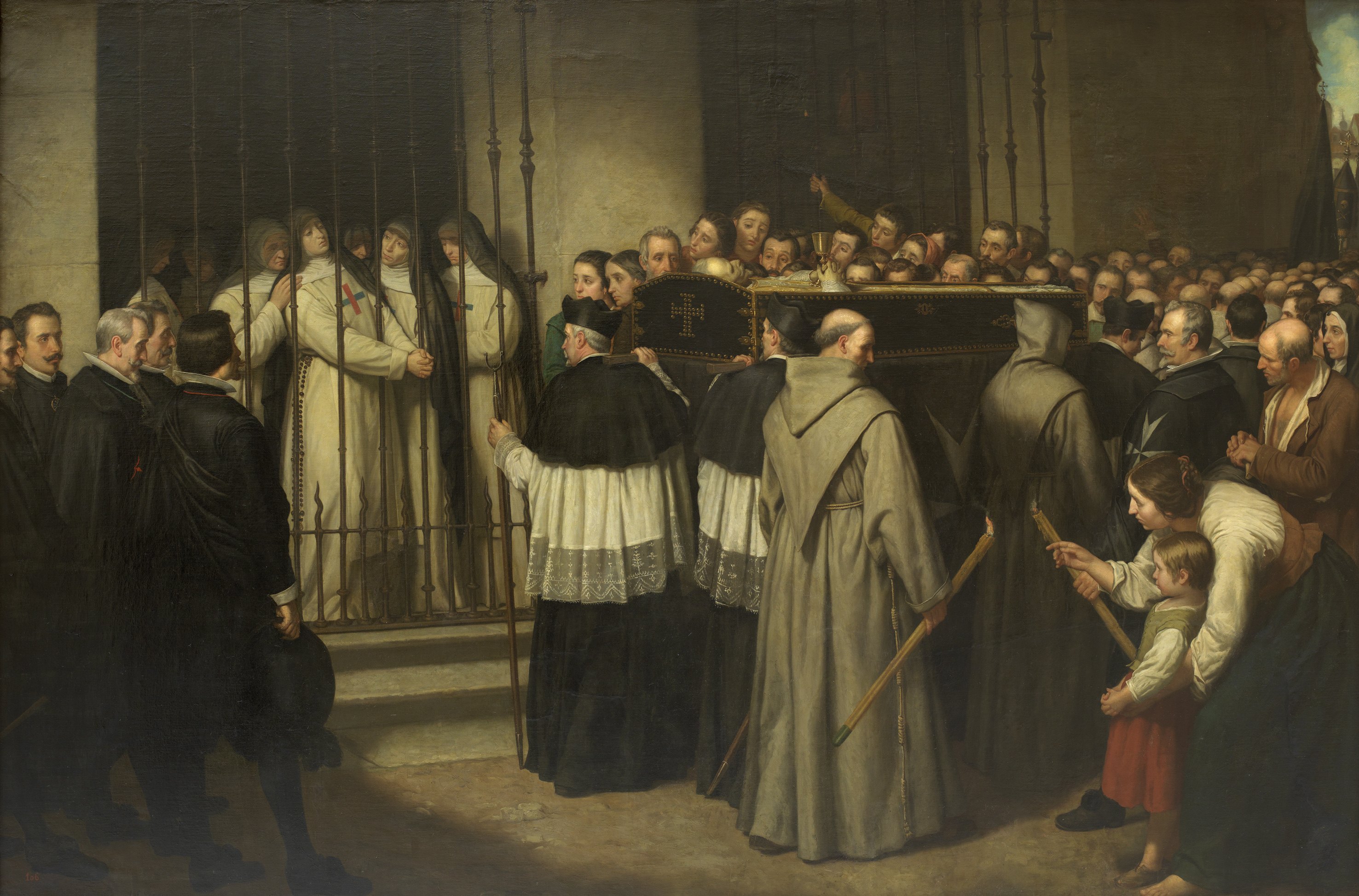
Pintura de Suárez Llanos conservada al Museu del Prado

Ignacio Suárez Llanos (Gijón, 1830-Madrid, 1881) va ser un pintor espanyol. Es va formar a l'Academia de Bellas Artes de San Fernando a Madrid i va completar la seva formació anant pensionat a Roma. Es conserva obra seva al Museu Romàntic de Madrid, al Museu Municipal de Madrid i al Museo del Prado.